# T. M. Stevens
T. M. Stevens (28 de julio de 1951-10 de marzo de 2024) fue un productor y bajista estadounidense de funk, rock y jazz fusion. 

## Biografía
T. M. Stevens ya tocaba líneas de bajo en la guitarra con sólo 11 años. A principios de los 70, en Nueva York, el joven Stevens solía acudir a los conciertos de las bandas de soul y r&b de Harlem. Ya adolescente tocaba en clubs nocturnos para ganarse unos dólares hasta altas horas de la madrugada, y sus primeros trabajos profesionales tuvieron lugar en las bandas de Norman Connors y Pharoah Sanders, en sustitución de Michael Henderson, quien había dejado a Sanders para ingresar en el grupo de Miles Davis.
Sin embargo, la irrupción definitiva de T. M. Stevens en la escena profesional tuvo que esperar hasta los años 80, período en el que trabajó con artistas tan importantes como James Brown, Nona Hendryx, Taylor Dayne, Cyndi Lauper, the Pretenders, Billy Squier, Miles Davis, Tina Turner, o Joe Cocker, con quien grabó su famoso "Unchain my Heart". Su actividad como músico de sesión se extendió a lo largo de la década siguiente, apareciendo en grabaciones de Billy Joel, Steve Vai o Stevie Salas, y realizando varios trabajos de producción, entre ellos el álbum "Black Night" de 1997, un tributo a Deep Purple. En 1995 inicia su carrera en solitario con "Boom", un disco que tendría continuidad en "Sticky Wicked" (1997), "Radioactive" (1999) y "Shocka Zooloo" (2001). Posteriormente continuó su carrera como músico de sesión al tiempo que cumplía una vieja aspiración apareciendo como actor en el filme "Limousine Driver", del director japonés Masashi Yamamoto.

## Valorización y estilo
Habiendo tocado con algunos de los más grandes nombres de la escena del pop/rock, además de haber editado una serie de álbumes a su nombre T. M. Stevens fue una figura importante en la historia de su instrumento. Aunque el músico se presentaba a sí mismo como "compositor" y "productor", fue conocido, sobre todo por su actividad como bajista, donde desarrolló un original estilo que él denominaba "Heavy Metal Funk", que se caracteriza, entre otras por el uso de una técnica denominada "stutter funk", una derivación de la técnica del slap.
El mismo Stevens hablaba de Bootsy Collins, Larry Graham, Jimmy Bogert, Family Man o James Jamerson como sus héroes musicales, pero citaba a Miles Davis como su principal influencia y su mejor maestro.

## Colaboraciones
T. M. Stevens ha trabajado con  Joe Cocker, James Brown, Nona Hendryx, Taylor Dayne, Cyndi Lauper, the Pretenders, Billy Squier, Tina Turner, Billy Joel, Steve Vai, Stevie Salas, Jean Paul Bourelly, John Blackwell, Neil Zaza, Carl Palmer, Andrea Brado, Cindy Lauper, Little Steven, Yngwie Malmsteen, Living Color, Bernie Worrell, Narada Michael Walden, Miles Davis, John McLaughlin o The Headhunters.

## Equipo
Mantuvo un contrato de endorsement con la compañía alemana Warwick Basses, y amplificadores y bajos (concretamente el modelo Streamer Stage I, en versión de 4 y 5 cuerdas) de esta firma. Utilizaba habitualmente su propio modelo signature Zoloo Warrior, muy semejante a un Streamer Stage II.

## Vida personal y muerte
El 16 de septiembre de 2017, un miembro musical y amigo personal, Robby Drayton, anunciaron en su página de Facebook que Stevens tenía demencia senil avanzada y estaba viviendo en su hogar con atención de enfermería. Stevens falleció el 10 de marzo de 2024 a la edad de 72 años.

## Discografía

### En solitario
- TBA (2011)
- Africans In The Snow (2007)
- Shocka Zooloo (2002)
- Limousine Drive (2000)
- Radioactive (1999)
- Black Night- Deep Purple Tribute According to New York (1997)
- Ground Zero (1996)
- Only You (1996)
- Sticky Wicked (1996)
- Boom (1995)

### Como músico de estudio
- 2008 - Temple Of Soul - Brothers in Arms
- 2008 - Swans In Flight - "Swans In Flight"
- 2005 - Travers & Appice - Live at the House of Blues
- 2004 - Travers & Appice - It takes a lot of balls
- 2004 - Victor Wooten - Soul Circus
- 2004 - Aina - Days of Rising Doom: The Metal Opera
- 2004 - Mindi Abair - Come as you are
- 2002 - 03 - 03
- 2002 - Jeff Pitchell and Texas Flood - Heavy Hitter
- 2001 - Syleena Johnson - Chapter 1: Love, Pain & Forgiveness
- 2000 - Steve Vai - The 7th Song: Enchanting Guitar Melodies - Archive
- 2000 - 2Pac - The Rose That Grew from Concrete
- 2000 - James Brown - Best of
- 1999 - Illegal Aliens - International Telephone
- 1999 - Bernie Worrell - Da Bomb
- 1999 - Nona Hendryx - Transformation: The Best of Nona Hendrix
- 1999 - Mark Whitfield - Take the Ride
- 1998 - Angelique Kidjo - Oremi + We Are One
- 1998 - JK - What's the Word
- 1998 - Stacy Lattisaw - Very Best of Stacy Lattisaw
- 1997 - Nicklebag - Mas Feedback
- 1997 - Billy Joel - Complete Hits Collection 1974-1997
- 1997 - Cissy Houston - He Leadeth Me
- 1996 - Mick Taylor - Shadow man
- 1996 - Nicklebag - 12 Hits & A Bump
- 1996 - Narada Michael Walden - Ecstasy's Dance:The Best of Narada
- 1996 - Billy Squier - Reach for the Sky, the Anthology
- 1995 - Jean-Paul Bourelly - Tribute to Jimi
- 1995 - Curtis Stigers - Time Was
- 1995 - Gabrielle Roth - Tongues
- 1995 - American Babylon
- 1995 - Stevie Salas Colorcode - All that ... and born to mack - live in Japan (Japan release)
- 1994 - Stevie Salas Colorcode - Back from the living
- 1994 - Uptown Horns - Uptown Horns Revue
- 1994 - Gabrielle Roth - Luna
- 1994 - Big Bang - In the Beginning Was a Dr
- 1993 - Massimo Riva - Matti come tutti
- 1993 - hide - Hide your face
- 1993 - Stevie Salas - presents the electric Pow Wow (Japan release)
- 1993 - John Andrew Parks
- 1993 - Steve Vai - Sex & Religion
- 1993 - Taylor Dayne - Send Me a Lover
- 1993 - Billy Joel - River of Dreams
- 1993 - Gabrielle Roth - Trance
- 1993 - Joe Cocker - Best of Joe Cocker
- 1992 - Taylor Dayne - Soul Dancing
- 1992 - Joe Cocker - Night Calls
- 1991 - Two Rooms - Celebrating the Songs of
- 1991 - Tina Turner - Simply the Best
- 1991 - Curtis Stigers - Curtis Stigers
- 1990 - Joe Cocker - Live!
- 1990 - Darlene Love - Paint Another Picture
- 1989 - Very Special Christmas - Very Special Christmas
- 1989 - Tina Turner - Foreign Affair
- 1989 - Cyndi Lauper - Night to Remember
- 1989 - Taylor Dayne - Can't Fight Fate
- 1989 - Joe Cocker - One Night of Sin
- 1987 - Little Steven and the Disciples of soul - Freedom - no compromise
- 1987 - Joe Cocker - Unchain My Heart
- 1987 - Nona Hendryx - Female Trouble
- 1986 - Pretenders - Get Close
- 1986 - James Brown - Gravity
- 1986 - Gregory Abbott - Shake You Down
- 1986 - Billy Squier - Enough Is Enough
- 1986 - Lovebug Starski - House Rocker
- 1983 - Tramaine - Search Is Over
- 1983 - Gary Private - Secret Love
- 1982 - Yoshiaki MASUO - Mellow Focus
- 1980 - David Sancious - Just As I Thought
- 1980 - Yoshiaki MASUO - Masuo Live
- 1980 - Yoshiaki MASUO - Song is You and Me
- 1979 - Narada Michael Walden - Dance of Life
- 1979 - Yoshiaki MASUO - Good Morning
- 1979 - Yoshiaki MASUO - Sunshine Avenue
- 1978 - Yoshiaki MASUO - Sailing Wonder